# قره‌محمدلی (بردع)
قره‌محمدلی (به لاتین: Qaraməmmədli) یک منطقه مسکونی در جمهوری آذربایجان است که در شهرستان بردع واقع شده است. قره‌محمدلی ۳۶۸ نفر جمعیت دارد.